# Тофуку-дзи

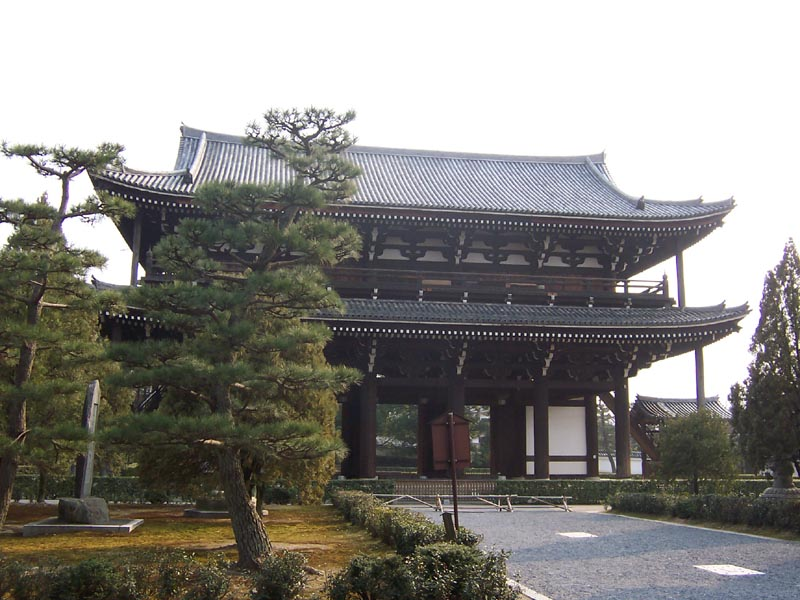
Ворота саммон

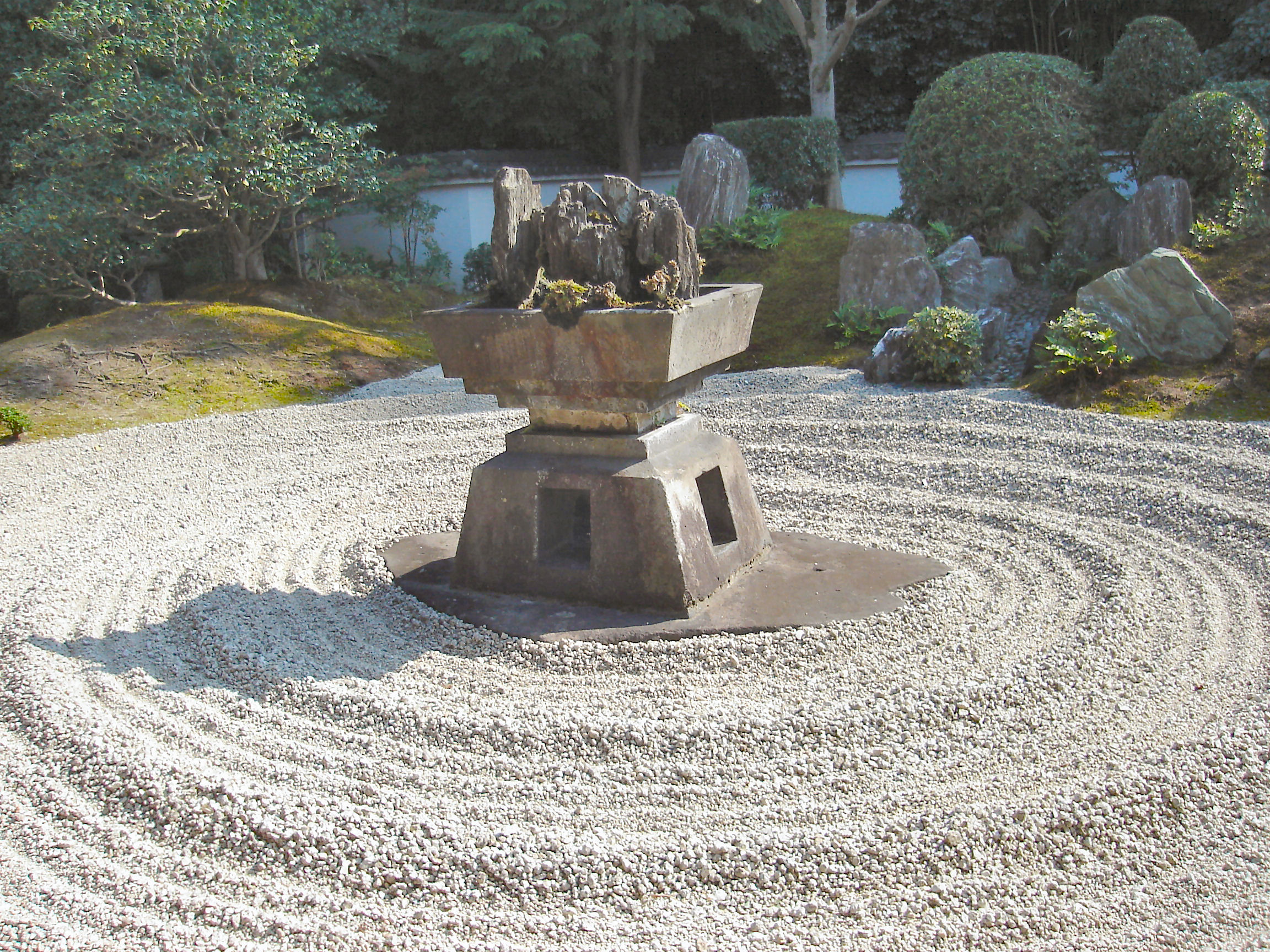
Сад камней

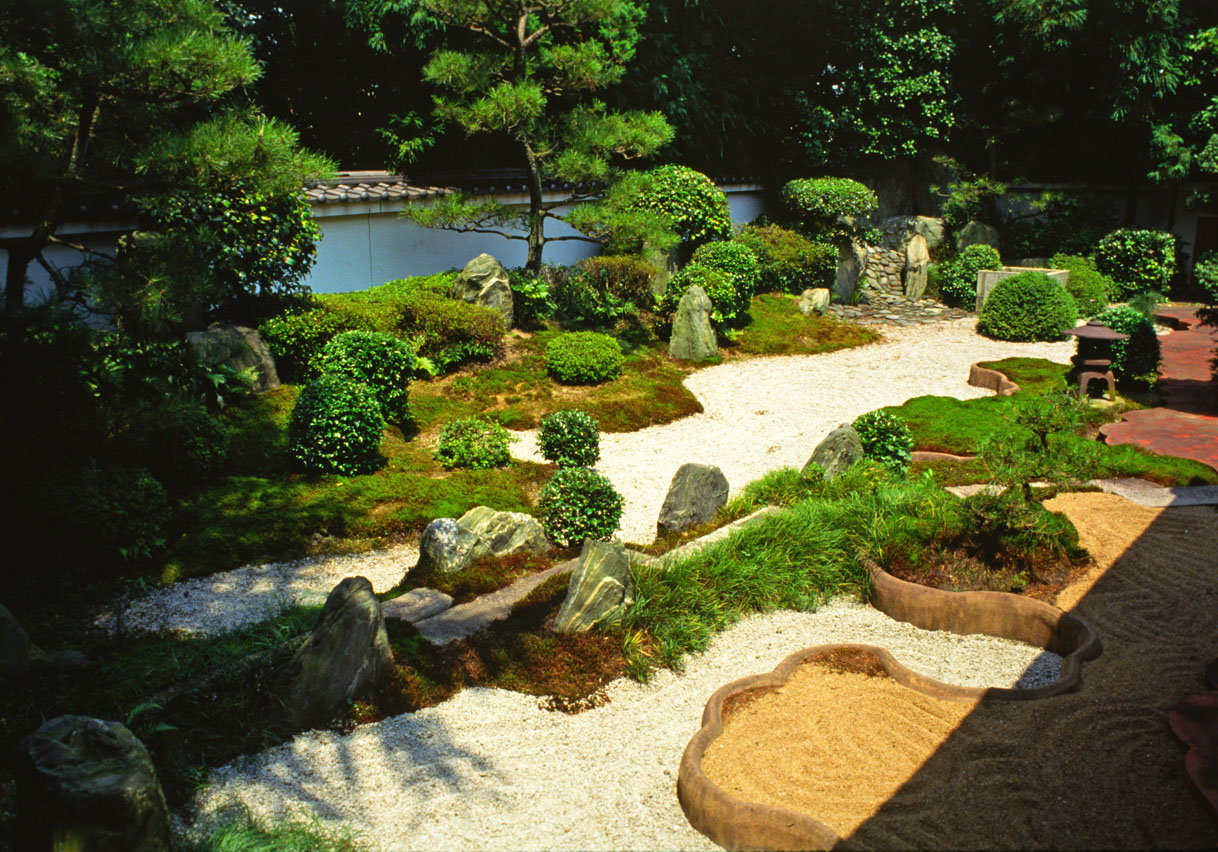
Сады, основанные в 1939

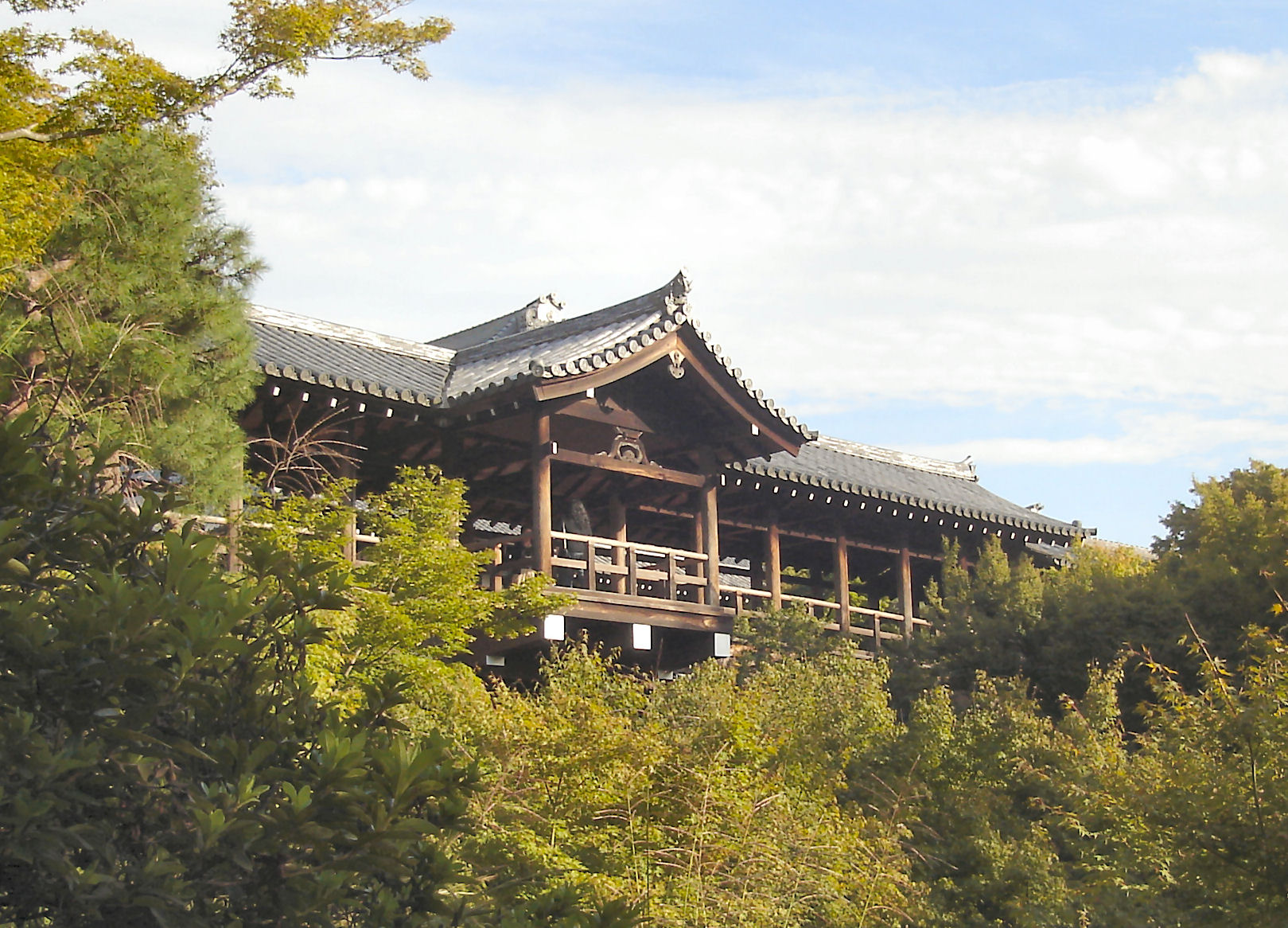
Цутэнкё

Тофуку-дзи (яп. 東福寺) — буддийский храмовый комплекс на юго-востоке Киото, Япония.
Храм основал монах Энни в 1236. Храм принадлежит дзэнской школе Риндзай. Название храма скомбинировано из названий крупнейших храмов в Наре — Кофуку-дзи и Тодай-дзи. Храм был построен по указанию Кудзё Митииэ, видного политического деятеля Японии эпохи Камакура.
Ворота храма саммон — самые древние из ворот дзэнских храмов в Японии и являются национальным достоянием. Высота сооружения составляет 22 метра.
В состав всего храмового комплекса входит 24 храма, хотя ранее было 53, многие строения не сохранились.

## Сады храмового комплекса Тофуку-дзи
Храм знаменит своими клёнами, красные листья которых становятся очень живописны осенью.
На территории храмового комплекса расположены множество садов, самые известные из которых 4 дзенских сада (Северный, Южный, Западный и Восточный) храма Ходзё - здания, где проживали служители. Сады были созданы в 1939 году Мирэем Сигэмори (重森三玲, Mirei Shigemori), известным японским специалистом по садово-парковой архитектуре и историком японских садов, и решены в разных стилях и направлениях.
- Северный сад представляет собой площадку, на которой в шахматном порядке расположены небольшие квадраты из мха и камня. По краям площадки расположены невысокие подстриженные кустарники.
- Южный сад состоит из 4 групп камней и валунов, расположенных на площадке, посыпанной гравием. В крайнем правом углу западной стороны расположены пять покрытых мхом «гор» и одиночный бонсай в правильном прямостоячем стиле.
- Западный сад представляет собой сочетание кустов азалий, сформированных в виде низких параллелепипедов с квадратным основанием, отдельных посадок кустарников и садовых бонсай на щебеночном «поле» и «газонов» из мха.
- Восточный сад состоит из семи цилиндрических камней разной высоты, размещенных в порядке звезд в созвездии Большой Медведицы. Эти камни первоначально использовались в качестве фундаментных камней в различных постройках храма. Камни располагаются на типичном поле из щебня.

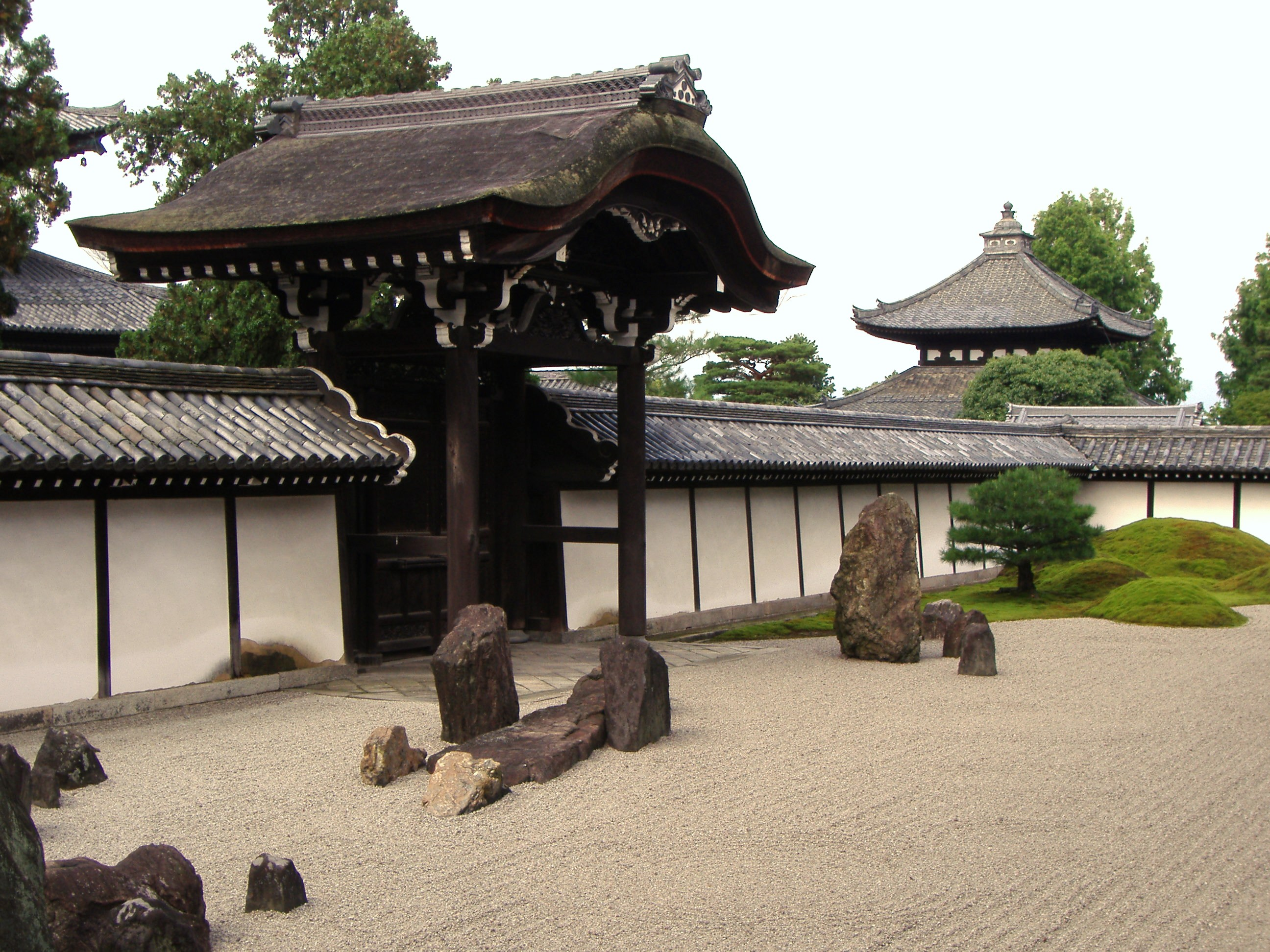
Южный сад
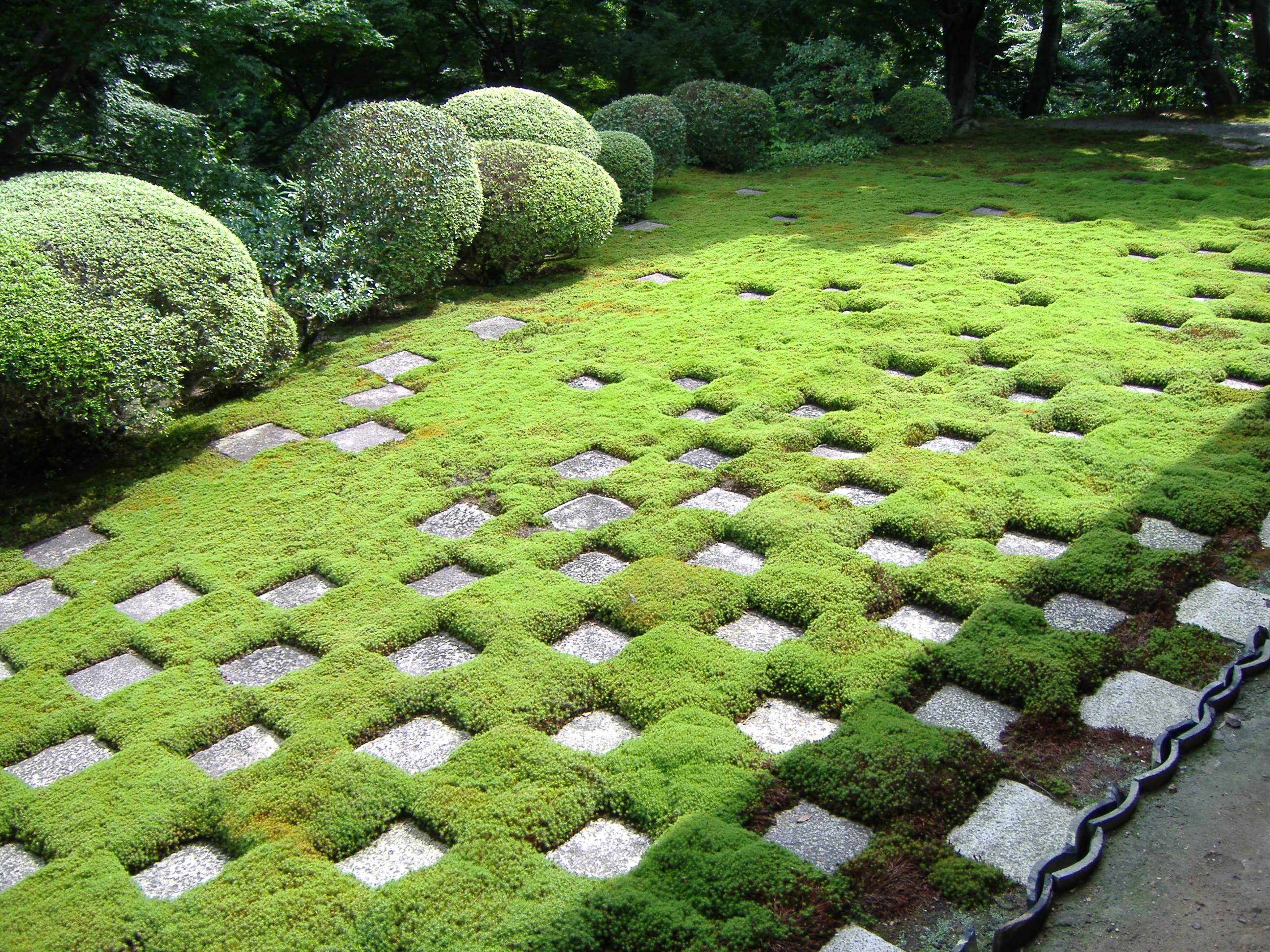
Северный сад
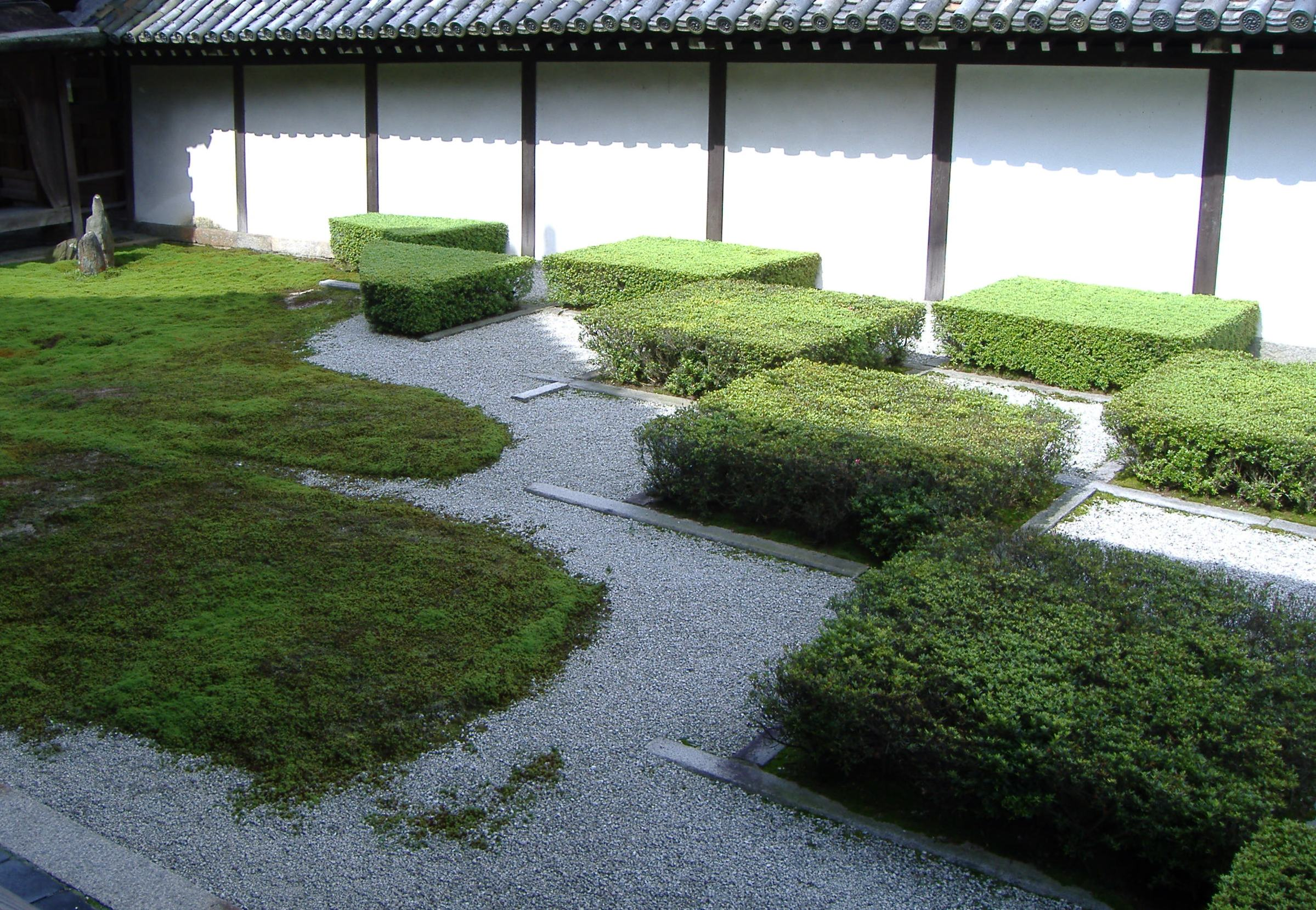
Западный сад
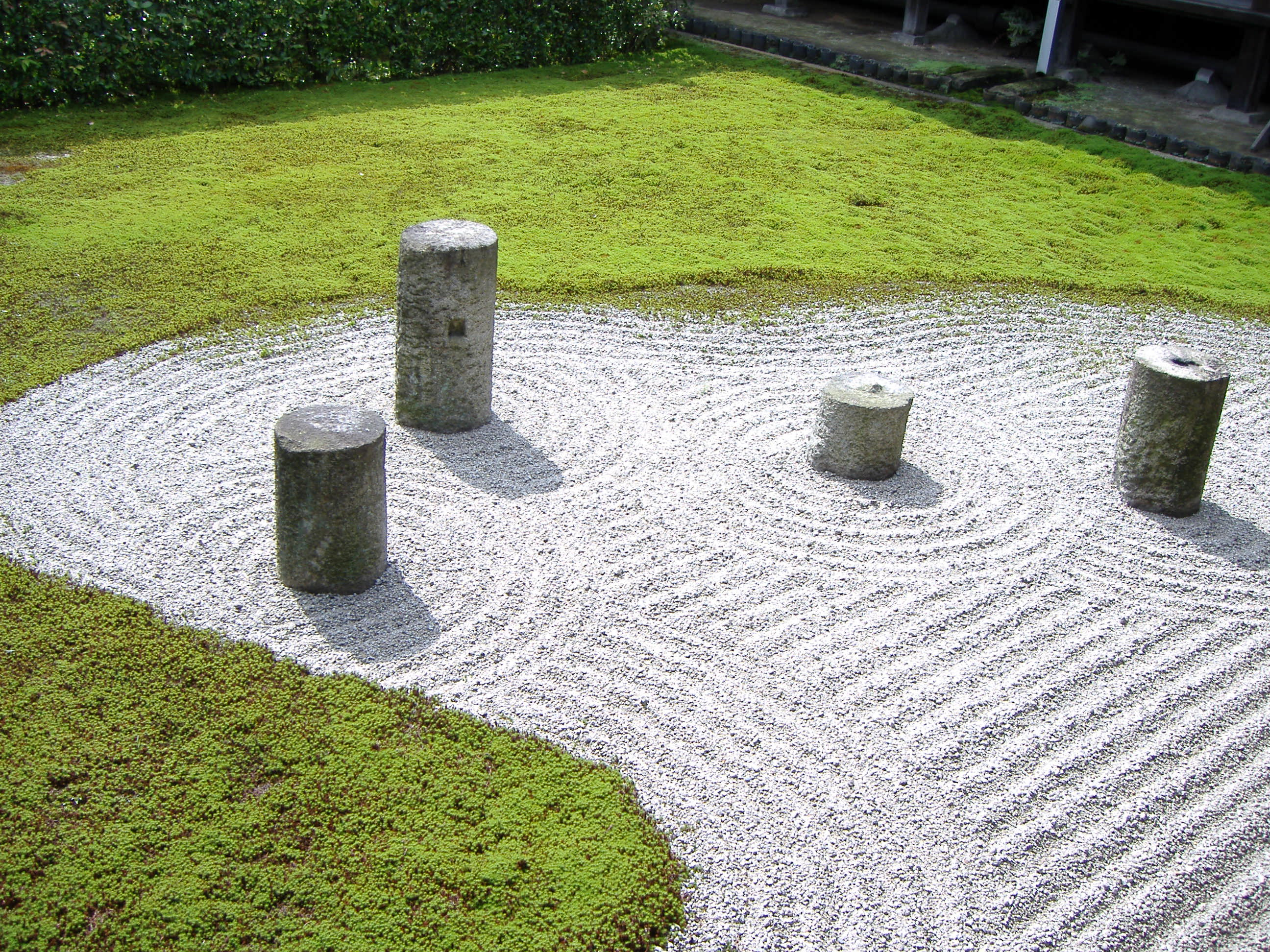
Восточный сад